# Chérubin (Massenet)
Pour les articles homonymes, voir Chérubin (homonymie).
Personnages
- Chérubin (soprano lyrique)
- Le Philoshope (basse)
- L'Ensoleillad (soprano)
- Nina (soprano)
- Le Comte (baryton)
- La Comtesse (soprano)
- Le Baron (baryton)
- La Baronne (mezzo-soprano)
- Le Duc (ténor trial)
- Capitaine Ricardo (ténor)
- L'Hôtelier (baryton)
- L'Officier (basse)

Airs
- Chérubin « Je suis gris » - Acte 1
- Nina « Lorsque vous n'aurez rien à faire » - Acte 1
- L'Ensoleillad « Vive amour qui rêve, embrasse et fuit » - Acte 3

Chérubin est un opéra en trois actes de Jules Massenet, sur un livret de Francis de Croisset et Henri Cain, et d'après une pièce éponyme de Francis de Croisset. Il a été créé le 14 février 1905 à l'Opéra de Monte-Carlo.
L'histoire est un développement léger du Mariage de Figaro de Beaumarchais se déroulant juste après le mariage, et imagine les festivités lors de la célébration de la première promotion militaire de Chérubin et son dix-septième anniversaire. S'ensuivent des ébats burlesques initiés par Chérubin, qui convoite tour à tour toutes les femmes de l'assemblée et crée une confusion générale.
L'œuvre contient quelques-unes des musiques les plus chatoyantes et charmantes de Massenet, et a suscité quelques reprises contemporaines, et plusieurs enregistrements depuis 1980.

## Distribution de la création
| Rôles             | Voix            | Création, 14 février 1905 (Chef d'orchestre : Léon Jehin) |
| ----------------- | --------------- | --------------------------------------------------------- |
| Chérubin          | Soprano lyrique | Mary Garden                                               |
| Le Philosophe     | Basse           | Maurice-Arnold Renaud                                     |
| L'Ensoleillad     | Soprano         | Lina Cavalieri                                            |
| Nina              | Soprano         | Marguerite Guiraud-Carré                                  |
| Le Comte          | Baryton         | Henri-Alexandre Lequien                                   |
| La Comtesse       | Soprano         | Doux                                                      |
| Le Baron          | Baryton         | Victor Chalmin                                            |
| La Baronne        | mezzo-soprano   | Blanche Deschamps-Jéhin                                   |
| Le Duc            | Ténor trial     | Nerval                                                    |
| Capitaine Ricardo | Ténor           | Paz                                                       |
| L'Hôtelier        | Baryton         | Poudrier                                                  |
| L'Officier        | Basse           | Krupeninck                                                |

## Argument[2]

### Acte I
Après le prélude, qui pourrait être signé Chabrier ou Offenbach, nous apprenons que Chérubin, le jeune page du comte Almaviva, vient de recevoir sa première promotion dans l'armée. Le Philosophe, professeur de Chérubin, annonce aux serviteurs que des festivités vont avoir lieu pour fêter l’évènement. Le Duc et le Baron révèlent que Chérubin a invité la célèbre danseuse espagnole L'Ensoleillad à la fête. Nina, la femme de chambre de la Comtesse, confesse au Philosophe qu'elle est amoureuse de Chérubin.
Chérubin arrive, salue les hommes, baise la main des femmes, et glisse secrètement une lettre d'amour à la Comtesse. Quand les invités s'éclipsent pour faire la fête, Chérubin annonce au Philosophe qu'il est amoureux à la fois de L'Ensoleillad et de la Comtesse. Soudain, le Comte fait irruption et menace de tuer Chérubin car il a découvert la lettre d'amour secrète. Nina sauve la vie du page en récitant mot pour mot la lettre et en affirmant qu'elle a été écrite pour elle. Stupéfait mais apaisé, le Comte s'excuse auprès de la Comtesse, et ils retournent au banquet. Le Philosophe reste, pour entendre Chérubin proclamer encore une fois qu'il est amoureux à la fois de L'Ensoleillad et de la Comtesse.

### Acte II
Dans une auberge non loin du château du Comte, des voyageurs qui viennent d'arriver se disputent avec l'Hôtelier à propos de la protection des chambres durant la nuit, se plaignant de la faible qualité des équipements. Même la Comtesse et la Baronne sont mécontentes des chambres qu'on leur a données. Des officiers arrivent et veulent fêter la promotion récente de Chérubin. Quand Chérubin arrive, il commence à séduire la maîtresse du Capitaine Ricardo, et Ricardo provoque Chérubin en duel. L'arrivée soudaine de L'Ensoleillad repousse le duel, mais pas pour longtemps. Ricardo et Chérubin commencent à s'affronter, mais le Philosophe intervient et négocie une trêve. Les officiers partent. Chérubin séduit L'Ensoleillad.
Plus tard, Chérubin se trouve sous le balcon de L'Ensoleillad, qui jouxte ceux de la Comtesse et de la Baronne, et lui chante la sérénade. Chacune des trois femmes pense que la sérénade lui est adressée, et chacune des trois femmes lui laisse un gage. Le Duc, le Comte et le Baron découvrent que Chérubin courtise leurs femmes, et deviennent furieux. Ils sortent de leur cachette et provoquent tous trois Chérubin en duel. Chérubin s'enfuit.

### Acte III
En dehors de l'auberge, Chérubin se prépare pour les trois duels qui l'attendent, et écrit ses dernières volontés. Le Philosophe arrive et lui donne une leçon sur les techniques de combat, mais ils sont interrompus par l'aubergiste qui est effrayé à la vue du combat. La Comtesse et la Baronne arrivent de l'auberge pour chercher Chérubin, déterminées à découvrir à qui il chantait la sérénade la nuit précédente. Il leur avoue qu'elle était en fait destinée à L'Ensoleillad. Satisfaits de cette explication, le Comte et le Baron annulent les duels respectifs, mais Chérubin se retrouve le cœur brisé quand il voit L'Ensoleillad quitter l'auberge de gloire, sans même le reconnaître.
Finalement, quand Nina arrive et annonce à Chérubin qu'elle va entrer au couvent, parce que son amour pour lui n'est pas réciproque, Chérubin réalise son erreur, et se rend compte qu'elle est la femme qu'il lui faut. Il la convainc de rester avec lui car c'est elle qu'il aime vraiment. Le Duc annule aussi son duel avec Chérubin, quand celui-ci annonce à l'assemblée son amour pour Nina.

## Discographie
Frédérica von Stade, Chérubin, Samuel Ramey, Le Philosophe, June anderson, L'Ensoleillad, Dawn Upshaw, Nina,Müncher Rundfunkorchester und Chor der Bayerischen Staatsoper, Munich Radio Orchestra & Chorus of the Bavarian State Opera, dir. Pinchas Steinberg - 2 CD RCA Victo BMG classics 1992.